# Cataratas del Niágara y los rápidos (John Frederick Kensett)
Las Cataratas del Niágara y los rápidos del río, cuyo título original en inglés es Niagara Falls and the Rapids, 1851-52, es un lienzo de  John Frederick Kensett, un pintor paisajista estadounidense, miembro destacado de la Escuela del río Hudson, que evolucionó progresivamente hacia una rama de esta escuela, llamada luminismo americano.                                                                                                                                                   

## Introducción
El tema de las Cataratas del Niágara tenía una larga tradición en la pintura estadounidense. Anteriormente había sido tratado por pintores como John Vanderlyn (1802), John Trumbull, George Catlin (año1827-28), o Thomas Cole (el año 1830). Las versiones de Jasper Francis Cropsey y de Albert Bierstadt son posteriores a este lienzo de J.F. Kensett, al igual que las dos importantes obras de Frederic Edwin Church, la del año 1857 y la del año 1867.

## Análisis de la obra
En principio, parece extraño que John F. Kensett tratara este tema, ya que este artista era mucho más propenso a escenas tranquilas, que a composiciones de carácter dramático o turbulento.
De acuerdo a su talante, Kensett representa el lugar menos agitado de este lugar, es decir, los rápidos del río Niágara, justo antes de las cascadas, que quedan reducidas a una simple área triangular, en el lado izquierdo de la composición. Terrapin Point, en la Isla de la Cabra, está representado en el extremo izquierdo del lienzo, pero con un tamaño muy pequeño, lo que enfatiza el contraste entre las aguas turbulentas y la plácida vista al otro lado del río. Este lienzo es una obra temprana, en la cual Kensett todavía no había iniciado su etapa más característica. Sin embargo, ya hay varios rasgos que anticipan el luminismo americano, como la gran importancia dada al horizonte, que es amplio y pálido, y la sutil iluminación del celaje, que se convertirán en las características principales de sus obras posteriores.

## Procedencia
- Circa 1851, propiedad del artista;
- 1872, vendido a la National Academy of Design, New York,
- Memorial exhibition en J.R. Kellogg, New York. 1945,
- Harry Shaw Newman, New York; 1945,
- Vendido por Harry Shaw Newman a Maxim Karolik, Newport, R.I.;
- 1948, legado por Martha C. (Mrs. Maxim) Karolik) al Museu de Bellas Artes de Boston (Accession Date: 3 de junio de 1948)[4]